# Yokokura-ji

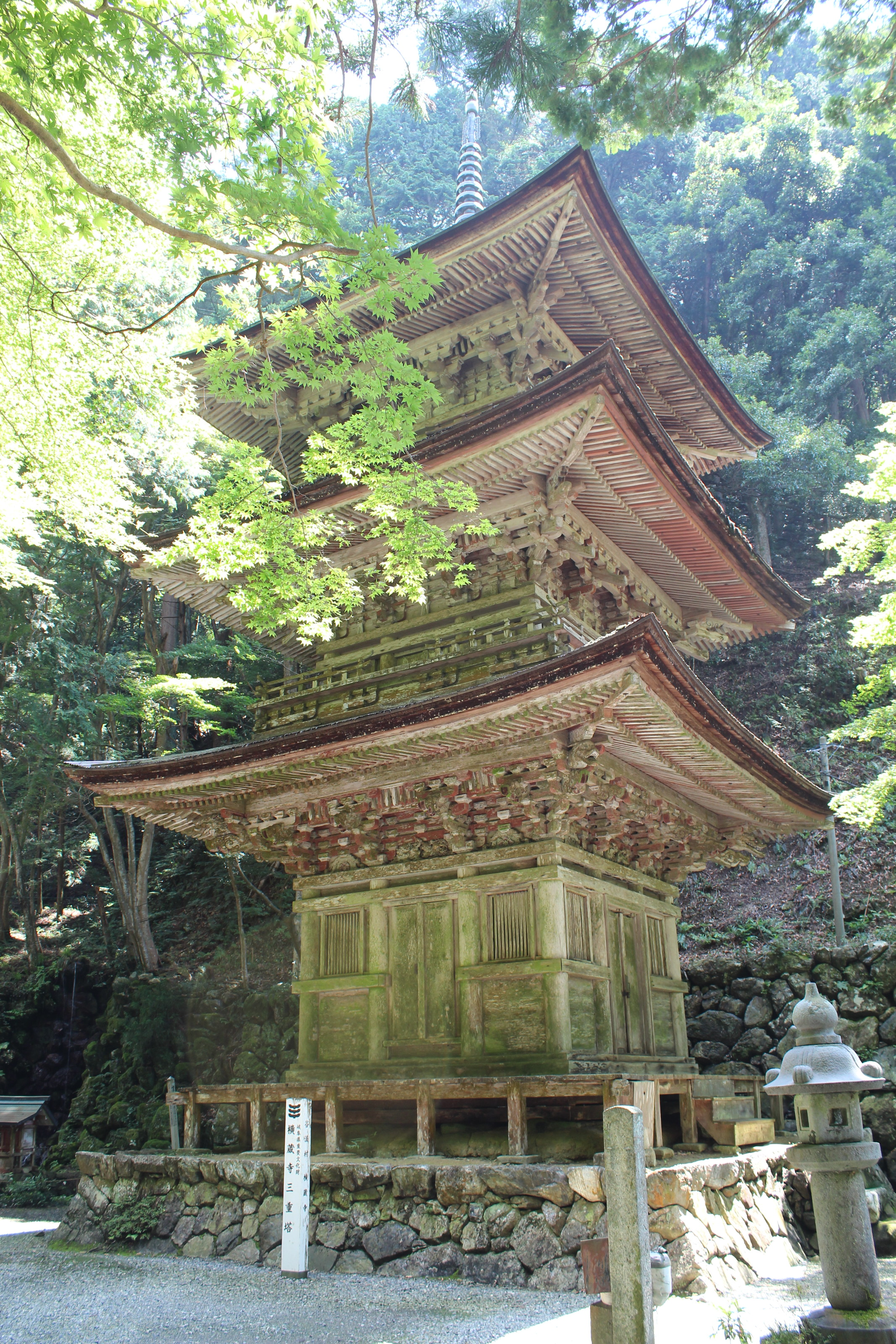
Dreistöckige Pagode

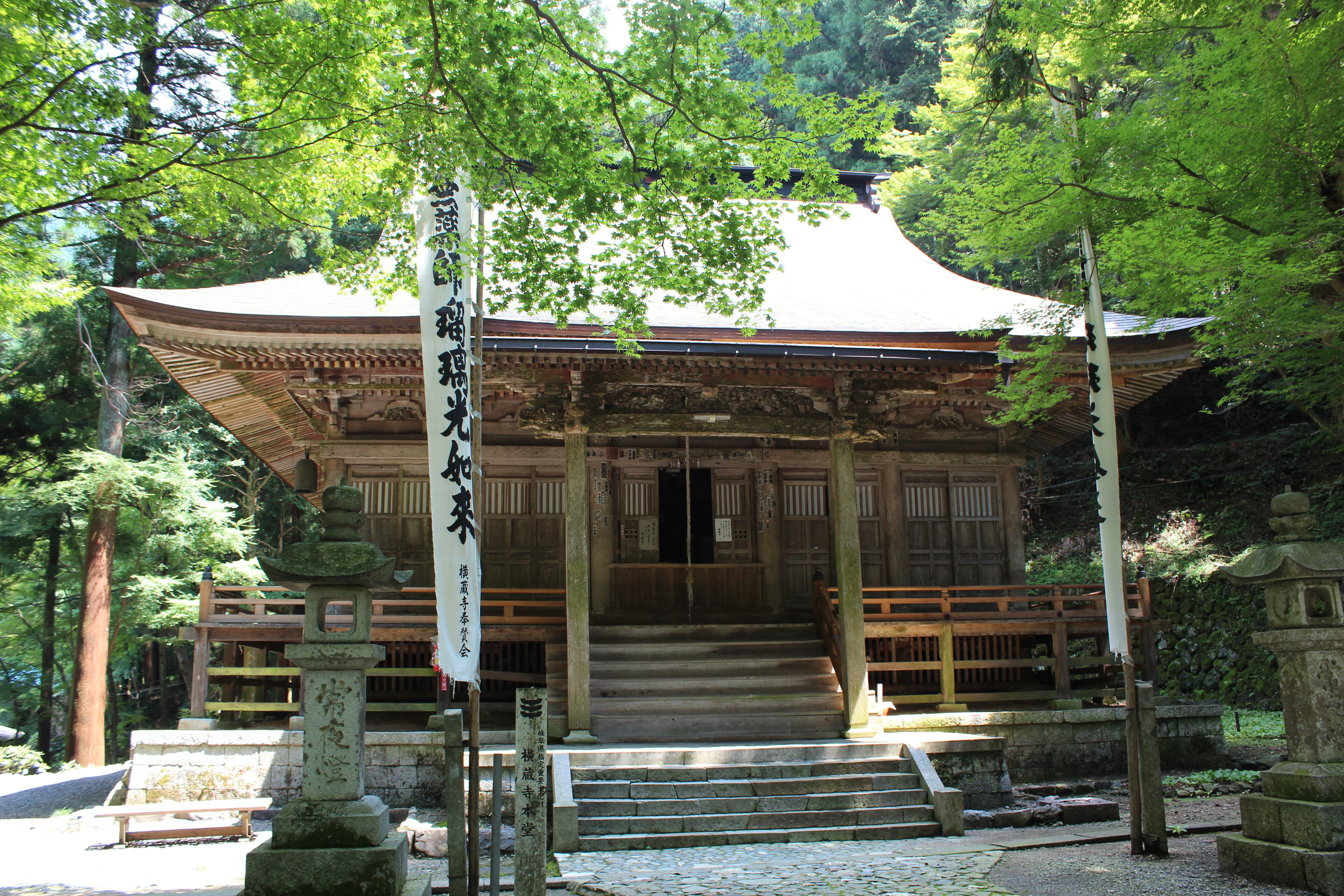
Haupthalle

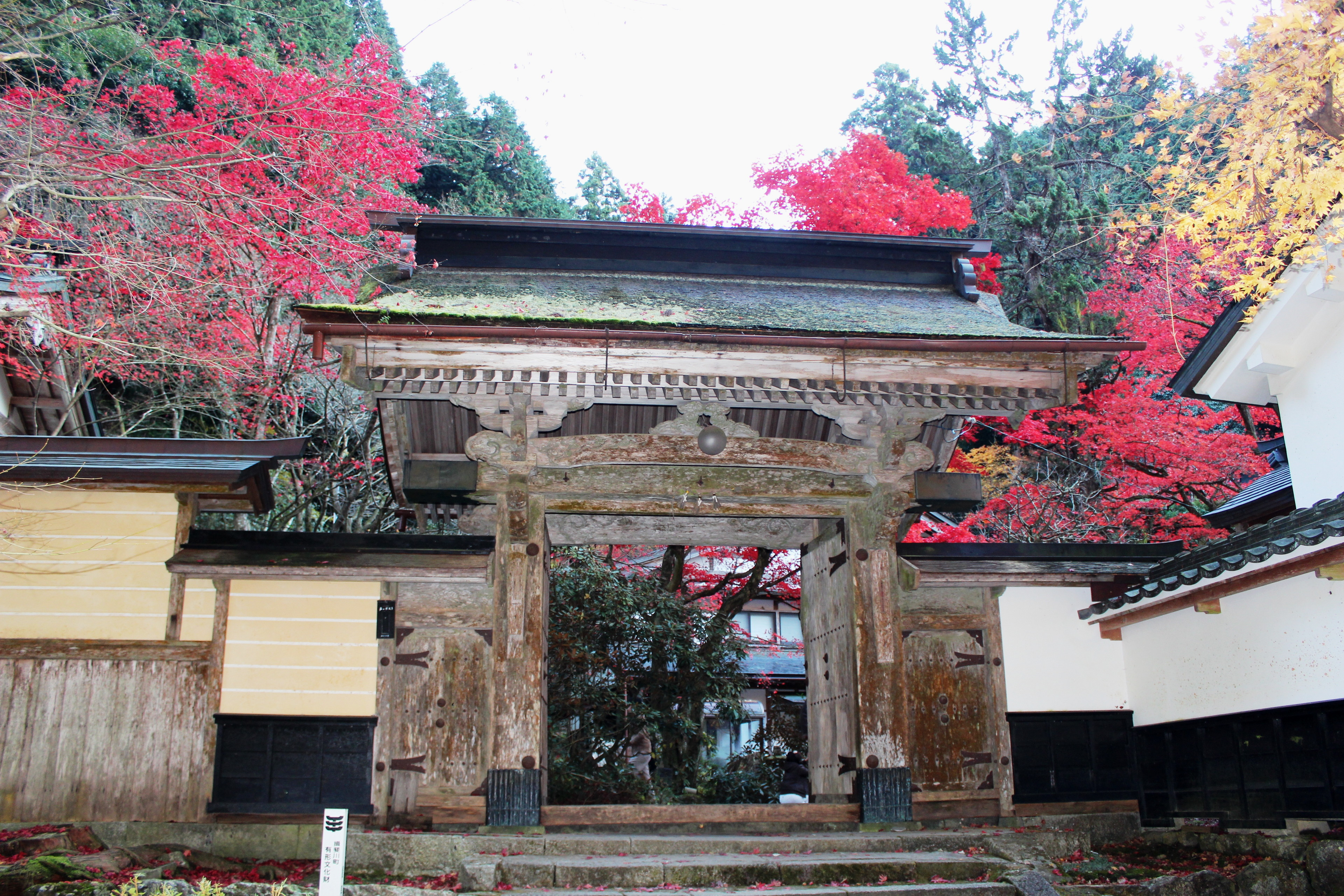
Tempeltor

Der Yokokura-ji (japanisch 横蔵寺, ausführlich mit Bergnamen Ryōkaisan Yokokura-ji (両界山横蔵寺))  ist ein Tempel der Tendai-Richtung des Buddhismus in den Bergen am Rande  von Ibigawa in der Präfektur Gifu. Wegen seiner zahlreichen Schätze wird er auch das „Shōsō-in von West-Mino“ genannt.

## Geschichte
Der Überlieferung nach hat Priester Saichō den Tempel im Jahr 805 erbaut. Saichō soll bei der Gelegenheit aus einem Holzstamm einer Weihesäule zwei Yakushi-Buddha geschnitzt haben, von denen er einen dem Enryaku-ji und den anderen diesem Tempel als Hauptkultfigur schenkte. Nach der Zerstörung des Enryku-ji durch Oda Nobunaga soll der dort verloren gegangene durch den Yakushi dieses Tempels ersetzt worden sein. Der Yokokura-ji soll dafür einen Yakushi aus dem Norden von Kyōto erhalten haben. – Der Name des Tempels, wörtlich „Nebenspeicher-Tempel“, soll daher stammen, dass Saichō zunächst einen kleinen vergoldeten Yakushi, den er aus China mitgebracht hatte, „nebenan gespeichert“  zum großen aus Holz aufstellte.  
Im 10. Jahrhundert kam es zu einer Verbindung mit den sieben Schreinen des Hiyoshi Sannō (日吉山王), in der Kamakura-Zeit gab es 38 Klausen, der Tempel blühte. In der Muromachi-Zeit wurde der Tempel von Bränden und Taifunen heimgesucht, bis er sich in der Edo-Zeit wieder erholte.

## Die Anlage
Die erste Tempelanlage befand sich vom Tal entfernt nahe der Berggipfel, wie und an deren Seite, wie erhalten gebliebenen Pfeilerfundamente bezeugen. Später wurde der Tempel weiter nach unten verlegt, bis er nach 1646 auf die heutige Lage kam. Wenn man von der Straße über die kleine, rotgestrichene Brücke geht, kommt man gleich rechts die Treppe hoch zum Tempeltor. Dieses ist als zweistöckiges Tor (楼門, Rōmon) ausgeführt, das sich auf vier mal vier Pfähle stützt. Sein Dach ist als abgesetztes Walm-Dach (入母屋造, Irimoya-zukuri) ausgeführt. Rechts und links neben dem Durchgang befinden sich die Statuen der Tempelwächter (仁王, Niō).
Nach Passieren des Tores steht rechterhand die 1663 errichtete dreistöckige Pagode (三重塔, Sanjū-no-tō). Voraus folgt die Haupthalle (本堂, Hondō) aus dem Jahr 1671, die  ein abgesetztes Walm-Dach hat. Die Halle ist fünf Ken (5 × 1,81 m) breit, so wie es den meisten Haupthallen von Tempeln der esoterischen Richtung des Buddhismus entspricht. Alle drei Gebäude sind mit Schindeln aus Zypressenrinde bedeckt und sind als Kulturgut der Präfektur eingetragen.
Hinter der Haupthalle befinden sich zwei kleinere Gebäude, die Reliquienhalle (舎利同, Shari-dō) und die Yuri-Halle (瑠璃堂, Yuri-dō); beide sind öffentlich zugänglich. In der Reliquienhalle wird seit 1817 der Priester Myōshin-hōshi (妙心法師), der aus dieser Gegend stammte, als Mumie aufbewahrt und verehrt.

## Schätze des Tempels
In der Yuri-Halle steht der himmlische General Jinsha (深沙大将, Jinsha daishō). Er stammt aus der Heian-Zeit und ist aus einem Stück Holz geschnitzt. Mit seinen großen Augen und seinem zur Seite geöffneten Mund macht er einen fremdländischen Eindruck, er könnte aus Korea stammen. In der dreistöckigen Pagode befindet sich ein sitzender Dainichi-Buddha aus Holz, der laut Inschrift aus dem Jahr 1183 stammt. Weiter befindet sich dort ein Yakushi-Buddha, der in der Kamakura-Zeit von einem Bildhauer der Kei-Richtung stammen könnte. Aus dem Ende der Heian- und Beginn der Kamakura-Zeit stammen die Zwölf himmlischen Generäle. Weiter besitzt der Tempel die Vier Himmelskönige  und das Wächter-Paar (金剛力士, Kongo-rikishi) aus dem Jahr 1256. 
Der Tempel besitzt unter anderem auch eine in weißes Sandelholz geschnitzte Hokke-Mandala (板彫法華曼荼羅). Im Zentrum befindet sich Relief einer Schatzpagode (多宝塔, Tahōtō), die den Shaka-Buddha (釈迦如来, Shaka nyorai) und zwei weitere Buddhas enthält. Rechts und links sind die Heiligen Monju (文殊)- und Fugen-bosatsu (普賢菩薩) sowie die Vier Himmelskönige zu sehen.
Alle genannten Figuren und das Mandala sind als Wichtiges Kulturgut Japans registriert.